# Недељко Видаковић
Недељко Видаковић (Рапти Бобани, Требиње, 27. новембар 1966 — Борци, Коњиц, 27. септембар 1994) био је српски ратни командант током Одбрамбено-отаџбинског рата.

## Биографија
Рођен је у породици четворо дјеце оца Милана и мајке Данице. Његов брат Саво Видаковић (1955) страдао је у борбама 1992.
Био је командант Бобанске чете која је бројала 120 бораца. Током рата 23 борца Бобанске чете су страдала.
Погинуо је 27. септембра 1994. године на Борцима код Коњица. Од исте гранате су умрли и његови саборци мајор Драган Слијепчевић, капетан Љубиша Поповић а  смртно је рањен најмлађи припадник ове јединице Александар Маслеша.
Саборци су га описивали као великог родољуба и борца.
У Требињу му је 2014. подигнут споменик који је постављен у Српској улици. По њему је названо Гусларско друштво „војвода Недељко Видаковић“.